# Zbigniew Greń
Zbigniew Florian Greń (ur. 5 maja 1954 w Brennej) – polski językoznawca, prof. dr hab., dyrektor Instytutu Slawistyki PAN w latach 1999–2007.

## Życiorys
W 1974 rozpoczął studia bohemistyczne na Uniwersytecie Jagiellońskim, już w czasie studiów współpracował w opracowaniu Karpackiego Atlasu dialektologicznego. W 1979 obronił pracę magisterską Pojęcie „chcieć” w językach słowiańskich napisaną pod kierunkiem Alfreda Zaręby. Następnie odbył staż asystencki i studia doktoranckie na macierzystej uczelni. Od 1983 do 2012 pracował w Instytucie Słowianoznawstwa Polskiej Akademii Nauk (od 1992 pod nazwą Instytut Slawistyki PAN). W 1985 obronił na UJ pracę doktorską Studia nad staroczeskim przekładem biblijnym z Biblioteki Śląskiej napisaną pod kierunkiem Teresy Zofii Orłoś (rozprawę wydano drukiem jako Nowy Testament cieszyński i Prorocy cieszyńscy. Analiza językowa staroczeskiego przekładu). W 1986 uzyskał stanowisko adiunkta. W 1994 uzyskał w IS PAN stopień doktora habilitowanego na podstawie pracy Semantyka i składnia czasowników oznaczających akty mowy w języku czeskim i polskim. W 1995 uzyskał stanowisko docenta. Od 1996 do 1999 był wicedyrektorem, od 1999 do 2007 dyrektorem Instytutu. W 2002 tytuł profesora.
Od 2002 pracował równocześnie w Instytucie Slawistyki Zachodniej i Południowej na Wydziale Polonistyki UW, w 2009 otrzymał tytuł profesora zwyczajnego. W latach 2005–2012 był prodziekanem, od 2012 dziekanem Wydziału Polonistyki UW. 
Zajmuje się socjolingwistyką i etnolingwistyką, bohemistyką i śląskoznawstwem. 
Jest członkiem Komitetu Słowianoznawstwa Polskiej Akademii Nauk, od 2020 jego przewodniczącym, od 2019 sekretarzem naukowym Polsko-Czeskiego Towarzystwa Naukowego. W 2001 został członkiem korespondentem, w 2007 członkiem zwyczajnym Towarzystwa Naukowego Warszawskiego.
W 2004 został odznaczony Krzyżem Kawalerskim Orderu Odrodzenia Polski.

## Publikacje książkowe
- Słownik górali polskich na Bukowinie (2008, z H. Krasowską)[7]
- Tradycja i współczesność w językowym i kulturowym obrazie świata na Śląsku Cieszyńskim (2004)[8]
- Śląsk Cieszyński. Dziedzictwo językowe (2000)[8]
- Semantyka i składnia czasowników oznaczających akty mowy w języku polskim i czeskim (1994)[8]
- Nowy Testament cieszyński i Prorocy cieszyńscy. Analiza językowa staroczeskiego przekładu (1987)[8].